# Taïdon
Le Taïdon (en russe : Тайдон est une rivière de Russie qui coule dans l'oblast de Kemerovo, c'est-à-dire dans la partie sud-est du bassin de l'Ob en Sibérie. La rivière est un affluent du Tom en rive droite, donc un sous-affluent de l'Ob.

## Géographie
Le Taïdon est long de 120 km et draine un bassin de 2 000 km2, c'est-à-dire une superficie plus ou moins équivalente à la moitié du 
département français de Tarn-et-Garonne.
La rivière naît sur le versant occidental de la chaîne montagneuse de l'Alataou de Kouznetsk. Elle se dirige globalement vers l'ouest et reçoit dans son cours supérieur de nombreux affluents petits mais abondants. Son cours inférieur se déroule dans la partie septentrionale de la dépression du Kouzbass. Le Taïdon conflue finalement avec le Tom en rive droite, une vingtaine de kilomètres en amont de la petite ville de Krapivinski. 
Le Taïdon est un cours d'eau très abondant, puissamment alimenté par les fortes précipitations arrosant le massif de l'Alataou de Kouznetsk.

## Hydrométrie - Les débits du Taïdon à Medvejka
Le débit du Taïdon a été observé pendant 52 ans (durant la période 1941-2000) à Medvejka, petite localité située à 49 kilomètres de son confluent avec le Tom. 
Le débit inter annuel moyen ou module observé à Medvejka durant cette période était de 49,8 m3/s pour une surface de drainage observée de 1 330 km2, soit plus ou moins 66 % de la totalité du bassin versant de la rivière qui en compte plus ou moins 2 000.
La lame d'eau écoulée dans ce bassin se monte ainsi à quelque 1 182 millimètres annuellement, ce qui est bien sûr très élevé, surtout dans le contexte du bassin de l'Ob, caractérisé par un écoulement assez modéré. Du point de vue du débit spécifique, les cours d'eau issus du versant occidental des monts de l'Alataou de Kouznetsk, constituent un record en Russie (Taïdon, Oussa et Verkhniaïa Ters). Ce chiffre est six fois plus élevé que celui de la Seine à Paris.
Cours d'eau alimenté avant tout par la fonte des neiges, mais aussi par les pluies de la saison chaude, le Taïdon a un régime nivo-pluvial. 
Les hautes eaux se déroulent au printemps, surtout en mai, ce qui correspond au dégel et à la fonte des neiges. Dès le mois de juin, le débit chute fortement, et atteint un minimum en juillet-août. On observe au mois de septembre et surtout d'octobre, un second sommet lié aux précipitations automnales.
Au mois de novembre, le débit de la rivière s'affaisse à nouveau, ce qui mène à la période des basses eaux. Celle-ci a lieu de décembre à mars inclus et correspond aux intenses gelées hivernales. 
Le débit moyen mensuel observé en février (minimum d'étiage) est de 7,91 m3/s, soit plus ou moins de 3,5 % du débit moyen du mois de mai (238 m3/s), ce qui souligne l'amplitude très importante des variations saisonnières. Ces écarts de débit mensuel peuvent être plus marqués encore d'après les années : sur la durée d'observation de 52 ans, le débit mensuel minimal a été de 1,51 m3/s en février 1942, tandis que le débit mensuel maximal s'élevait à 350 m3/s en mai 1965.   
En ce qui concerne la période libre de glaces (de mai à octobre inclus), le débit minimal observé a été de 7,66 m3/s en août 1963. 